# 甘巴拉纳
甘巴拉纳（義大利語：Gambarana），是意大利帕维亚省的一个市镇。总面积12平方公里，人口258人，人口密度21.5人/平方公里（2009年）。国家统计（ISTAT）代码为018067。